# North America, Central America and Caribbean Athletic Association
North America, Central America and Caribbean Athletic Association NACAC (pl. Stowarzyszenie lekkoatletyczne Ameryki Północnej, Ameryki Środkowej i Karaibów) - organizacja międzynarodowa skupiająca narodowe związki lekkoatletyczne z krajów Ameryki Północnej, Ameryki Środkowej oraz Karaibów. NACAC jest jednym z sześciu członków IAAFu. Stowarzyszenie powstało 10 grudnia 1988 w San Juan. Główna siedziba znajduje się w Portoryko.

## Członkowie
| Państwo                              | Organizacja                                                |
| ------------------------------------ | ---------------------------------------------------------- |
| Anguilla                             | Anguilla Amateur Athletic Association                      |
| Antigua i Barbuda                    | Athletic Association of Antigua & Barbuda                  |
| Aruba                                | Arubaanse Atletiek Bond                                    |
| Bahamy                               | Bahamas Association of Athletic Associations               |
| Barbados                             | Amateur Athletic Association of Barbados                   |
| Belize                               | Belize Amateur Athletic Association                        |
| Bermudy                              | Bermuda Track & Field Association                          |
| Brytyjskie Wyspy Dziewicze           | British Virgin Islands Amateur Athletic Association        |
| Kanada                               | Athletics Canada                                           |
| Kajmany                              | Cayman Islands Amateur Athletic Association                |
| Kostaryka                            | Federación Costarricense de Atletismo                      |
| Kuba                                 | Federación Cubana de Atletismo                             |
| Dominika                             | Dominica Amateur Athletic Association                      |
| Dominikana                           | Federación Dominicana de Asociaciones de Atletismo         |
| Grenada                              | Grenada Athletic Association                               |
| Gwatemala                            | Federación Nacional de Atletismo                           |
| Haiti                                | Fédération Haitienne d' Athlétisme Amateur                 |
| Honduras                             | Federación Nacional Hondureña de Atletismo                 |
| Jamajka                              | Jamaica Amateur Athletic Association                       |
| Meksyk                               | Federación Mexicana de Atletismo                           |
| Montserrat                           | Montserrat Amateur Athletic Association                    |
| Nikaragua                            | Federación Nicaraguense de Atletismo                       |
| Portoryko                            | Federación de Atletismo de Puerto Rico                     |
| Saint Kitts i Nevis                  | Saint Kitts & Nevis Amateur Athletic Association           |
| Saint Lucia                          | Saint Lucia Athletics Association                          |
| Saint Vincent i Grenadyny            | Team Athletics Saint Vincent & The Grenadines              |
| Salwador                             | Federación Salvadoreña de Atletismo                        |
| Trynidad i Tobago                    | National Amateur Athletic Association of Trinidad & Tobago |
| Turks i Caicos                       | Turks & Caicos Islands Amateur Athletic Association        |
| Stany Zjednoczone                    | USA Track & Field                                          |
| Wyspy Dziewicze Stanów Zjednoczonych | Virgin Islands Track & Field Federation                    |